# Joaquín Moya Fuentes
Joaquín Ignacio Moya Fuentes (Chile, 13 de diciembre de 1993) es un futbolista chileno que jugaba como mediocampista en el Everton de la Primera División de Chile.

## Trayectoria
Jugador de Barnechea, formó parte del plantel campeón de la Segunda División Profesional en 2017. En noviembre de 2018 se anuncia su partida del conjunto huaicochero. Al mes, fue anunciado como nuevo jugador de Deportes Melipilla, donde formó parte del plantel que logró el ascenso en 2020.
En enero de 2022, fue anunciado como nuevo jugador de Deportes Iquique.

## Estadísticas
| Club                       | Div.       | Temporada  | Liga  | Liga  | Copas nacionales | Copas nacionales | Torneos internacionales | Torneos internacionales | Total | Total |
| Club                       | Div.       | Temporada  | Part. | Goles | Part.            | Goles            | Part.                   | Goles                   | Part. | Goles |
| -------------------------- | ---------- | ---------- | ----- | ----- | ---------------- | ---------------- | ----------------------- | ----------------------- | ----- | ----- |
| Barnechea · Chile          | 2.ª        | 2013-14    | 1     | 0     | —                | —                | —                       | —                       | 1     | 0     |
| Barnechea · Chile          | 1.ª        | 2014-15    | 9     | 1     | 3                | 2                | —                       | —                       | 12    | 3     |
| Barnechea · Chile          | 2.ª        | 2015-16    | 9     | 0     | 4                | 0                | —                       | —                       | 13    | 0     |
| Barnechea · Chile          | 3.ª        | 2016-17    | 23    | 3     | —                | —                | —                       | —                       | 23    | 3     |
| Barnechea · Chile          | 2.ª        | 2017       | 6     | 0     | 2                | 0                | —                       | —                       | 8     | 0     |
| Barnechea · Chile          | 2.ª        | 2018       | 28    | 0     | 6                | 0                | —                       | —                       | 34    | 0     |
| Barnechea · Chile          | Total club | Total club | 76    | 4     | 15               | 2                | 0                       | 0                       | 91    | 6     |
| Deportes Melipilla · Chile | 2.ª        | 2019       | 27    | 1     | —                | —                | —                       | —                       | 27    | 1     |
| Deportes Melipilla · Chile | 2.ª        | 2020       | 31    | 0     | —                | —                | —                       | —                       | 31    | 0     |
| Deportes Melipilla · Chile | 1.ª        | 2021       | 19    | 0     | 2                | 0                | —                       | —                       | 21    | 0     |
| Deportes Melipilla · Chile | Total club | Total club | 77    | 1     | 2                | 0                | 0                       | 0                       | 79    | 1     |
| Deportes Iquique · Chile   | 2.ª        | 2022       | 18    | 0     | —                | —                | —                       | —                       | 18    | 0     |
| Deportes Iquique · Chile   | 2.ª        | 2023       | 27    | 4     | 2                | 2                | —                       | —                       | 29    | 6     |
| Deportes Iquique · Chile   | 1.ª        | 2024       | 9     | 1     | 0                | 0                | —                       | —                       | 9     | 1     |
| Deportes Iquique · Chile   | Total club | Total club | 54    | 4     | 2                | 2                | 0                       | 0                       | 56    | 6     |
| Total club                 | Total club | Total club | 207   | 9     | 19               | 4                | 0                       | 0                       | 226   | 14    |
| 1. 2.                      |            |            |       |       |                  |                  |                         |                         |       |       |

## Palmarés

### Campeonatos nacionales
| Título           | Club      | País  | Año  |
| ---------------- | --------- | ----- | ---- |
| Segunda División | Barnechea | Chile | 2017 |